# Dejan Stanković
Pour les articles homonymes, voir Stanković.
Ne doit pas être confondu avec Dejan Stankovic (beach soccer).
Dejan "Deki" Stanković (en serbe en écriture cyrillique : Дејан Станковић), né le 11 septembre 1978 à Belgrade en Serbie, était un footballeur international serbe, qui évoluait au poste de milieu de terrain. Reconverti entraîneur, il est actuellement en poste au FK Spartak Moscou.
Il faisait partie de la sélection de la République fédérale de Yougoslavie lors de la Coupe du monde 1998 en France et de l'Euro 2000 en Belgique et aux Pays-Bas, puis de la sélection de Serbie-et-Monténégro pour la Coupe du monde 2006 en Allemagne,  et enfin de la sélection serbe lors de la Coupe du monde 2010 en Afrique du Sud. Du fait de l'histoire mouvementée de son pays pendant les années 90 et les débuts 2000, il est le premier footballeur à jouer pour trois sélections différentes en Coupe du monde.
Stanković marque 15 buts lors de ses 103 sélections avec l'équipe de Serbie (cumul Yougoslavie, Serbie-et-Monténégro et Serbie).
Dejan Stankovic fait sans aucun doute partie des plus grands joueurs de l'histoire du football serbe. Cinq fois champion d'Italie avec la Lazio et l'Inter Milan, l'ancien meneur de jeu de l'Étoile rouge de Belgrade porte fièrement le brassard de capitaine en sélection. Réputé pour sa finesse technique, la précision de ses passes et la qualité de sa frappe de balle, il s'illustre pendant près de vingt ans au plus haut niveau et compte trois participations à la Coupe du monde à son actif (France en 1998, Allemagne en 2006 et Afrique du Sud en 2010), le tout avec trois pays différents.

## Biographie

### Étoile rouge de Belgrade
Les recruteurs de l'Étoile rouge repèrent ce jeune prodige de 14 ans alors qu'il évolue au Teleoptik, un petit club de la banlieue de Belgrade. Né de parents footballeurs, Stankovic profite d'une série de blessures au sein de l'équipe pour faire ses grands débuts à 16 ans, pendant la saison 1994/95. Ses premières prestations ne passent pas inaperçues et, malgré son jeune âge, il dispute encore six autres matches au fil de la campagne. C'est le point de départ d'une ascension vertigineuse vers les sommets.
Au début de la saison 1997/98, il devient à 19 ans le plus jeune capitaine de l'histoire du club. L'Étoile rouge ne gagne rien cette année mais Stankovic aligne les performances de haut niveau avec une régularité impressionnante.

### Lazio Rome
Sa réputation franchit rapidement les frontières de la Serbie et, dès la fin de l'exercice, la Lazio s'attache ses services. Son bilan à l'Étoile rouge parle de lui-même : 30 buts en 85 matches de championnat et trois victoires en Coupe de Yougoslavie.
Il devient rapidement l'idole des supporters biancocelesti en marquant dès sa première sortie, contre Piacenza. 
Le 24 octobre 1999, Stanković réalise son premier doublé en Serie A pour la Lazio, contre l'US Lecce. Il contribue ainsi à la victoire de son équipe par quatre buts à deux.
Son association avec le Tchèque Pavel Nedvěd au milieu de terrain représente sans doute ce qui se fait de mieux à l'époque en Serie A. Ensemble, ils mènent le club de la capitale au titre de champion d'Italie en 2000.

### Inter Milan
En butte à des difficultés financières, la Lazio décide de se séparer de son international serbe en février 2004. L'Inter et la Juventus sont sur les rangs mais Stankovic opte finalement pour les Nerazzurri, entraînés par son ancien coéquipier Roberto Mancini.
Dès son arrivée, il se distingue en marquant sur un corner direct dans le derby contre l'AC Milan. Sa carrière milanaise débute malgré tout sur une défaite (2:3) face aux Rossoneri, ce qui ne l'empêchera pas de se montrer régulièrement très inspiré dans cette grande affiche du football italien. Il réalise sa meilleure saison à l'Inter lors de l'exercice 2006/07, au cours duquel il multiplie les buts et les passes décisives. La saison 2008-2009, couronnée par un quatrième Scudetto, est également à ranger dans la catégorie des grands crus. L'exercice 2009-2010 peut-être encore plus avec l'historique succès des Intéristes : Ligue des champions de l'UEFA - coupe d'Italie - supercoupe d'Italie - championnat - Coupe du monde des clubs.
Le 5 avril 2011, lors du match aller des quarts de finale de Ligue des champions face à Schalke 04, il inscrit au bout de 25 secondes de jeu un but d'anthologie, sur un dégagement de la tête du portier allemand Manuel Neuer, grâce à une reprise de volée des 50 mètres. Ce but est entré dans les annales de la Ligue des champions. La même année contre l'AS Roma, en coupe d'Italie, il marque un second but d'anthologie, en reprise de volée avec l'extérieur du pied à l'entrée de la surface.

### En sélection
Sur la scène internationale, il s'offre un doublé dès sa première sélection en équipe nationale en 1998, à l'occasion d'un match remporté (3:1) face à la Corée du Sud. La même année, il est convoqué pour disputer la Coupe du monde de la FIFA organisée en France. Huit ans plus tard, il effectue un bref passage avec la Serbie et Monténégro au premier tour de la Coupe du monde 2006 qui se déroule en Allemagne.
Tout au long des qualifications pour la Coupe du monde 2010, Stankovic s'est imposé comme un élément essentiel du dispositif mis en place par Radomir Antić. Le sélectionneur serbe a d'ailleurs salué la contribution de son capitaine, irréprochable à chacune de ses huit sorties.

### Carrière d'entraîneur
Après sa carrière de joueur, Dejan Stanković entame une carrière d'entraîneur et le 4 juin 2014, il devient l'entraîneur adjoint d'Andrea Stramaccioni à l'Udinese Calcio,.
Le 21 décembre 2019, Dejan Stanković devient l'entraîneur principal de l'Étoile rouge de Belgrade. Il démissionne le 26 août 2022
Le 6 octobre 2022, il est nommé entraîneur de la Sampdoria Gênes. Il a pour objectif de maintenir un club mal en point en championnat, qui lutte pour son maintien. Stanković reste l'entraîneur jusqu'à la fin de la saison mais ne parvient pas à maintenir le club en première division et il quitte le club après cet échec.
Dejan Stanković retrouve un poste le 4 septembre 2023, étant nommé entraîneur principal du Ferencváros TC.
Le 16 mai 2024, Dejan Stanković est nommé entraîneur principal du Spartak Moscou. Il signe un contrat de deux ans, soit jusqu'en juin 2026.

## Palmarès

### Palmarès de joueur
Étoile rouge de Belgrade
- Champion de Yougoslavie en 1995.
- Vainqueur de la Coupe de Yougoslavie en 1995, 1996 et 1997.

 Lazio Rome
- Vainqueur de la Coupe des vainqueurs de coupes en 1999.
- Vainqueur de la Supercoupe d'Europe en 1999.
- Champion d'Italie en 2000.
- Vainqueur de la Coupe d'Italie en 2000.
- Vainqueur de la Supercoupe d'Italie en 1998 et 2000.

 Inter Milan
- Vainqueur de la Ligue des champions en 2010.
- Vainqueur de la Coupe du monde des clubs en 2010.
- Champion d'Italie en 2006, 2007, 2008, 2009 et 2010.
- Vainqueur de la Coupe d'Italie en 2005, 2006, 2010 et 2011.
- Vainqueur de la Supercoupe d'Italie en 2005, 2006, 2008 et 2010.
- Finaliste de la Supercoupe d'Europe en 2010.
- Vice-champion d'Italie en 2011.
- Finaliste de la Coupe d'Italie en 2007 et 2008.
- Finaliste de la Supercoupe d'Italie en 2007 et 2009.

Distinctions individuelles
- Meilleur passeur de Serie A en 2007 (10 passes décisives)
- Élu meilleur footballeur serbe de l'année en 2006 et en 2010
- Membre de l'équipe-type ESM en 2007
- Membre du Hall of Fame de l'Inter de Milan depuis 2019

### Palmarès d'entraîneur
Étoile rouge de Belgrade
- Champion de Serbie en 2020, 2021 et 2022.
- Vainqueur de la Coupe de Serbie en 2021 et 2022.

 Ferencváros TC
- Champion de Hongrie en 2024

## Statistiques

### En club
Ce tableau résume la carrière de Dejan Stanković : 

| Saison                | Club                     | Championnat           | Championnat | Championnat | Championnat | Coupe(s) nationale(s) | Coupe(s) nationale(s) | Coupe(s) nationale(s) | Supercoupe | Supercoupe | Supercoupe | Compétition(s) continentale(s) | Compétition(s) continentale(s) | Compétition(s) continentale(s) | Compétition(s) continentale(s) | Supercoupe UEFA | Supercoupe UEFA | Supercoupe UEFA | Coupe du monde des clubs | Coupe du monde des clubs | Coupe du monde des clubs | Total | Total | Total |
| Saison                | Club                     | Division              | M.          | B.          | P.d.        | M.                    | B.                    | P.d.                  | M.         | B.         | P.d.       | Comp.                          | M.                             | B.                             | P.d.                           | M.              | B.              | P.d.            | M.                       | B.                       | P.d.                     | M.    | B.    | P.d.  |
| 1994-1995             | Étoile rouge de Belgrade | SuperLiga             | 7           | 1           | -           | -                     | -                     | -                     | -          | -          | -          | -                              | -                              | -                              | -                              | -               | -               | -               | -                        | -                        | -                        | 7     | 1     | 0     |
| 1995-1996             | Étoile rouge de Belgrade | SuperLiga             | 24          | 4           | -           | 4                     | 1                     | -                     | -          | -          | -          | C3                             | 2                              | 0                              | -                              | -               | -               | -               | -                        | -                        | -                        | 30    | 5     | 0     |
| 1996-1997             | Étoile rouge de Belgrade | SuperLiga             | 26          | 10          | -           | 6                     | 1                     | -                     | -          | -          | -          | C2                             | 5                              | 2                              | -                              | -               | -               | -               | -                        | -                        | -                        | 37    | 13    | 0     |
| 1997-1998             | Étoile rouge de Belgrade | SuperLiga             | 28          | 15          | -           | 7                     | 3                     | -                     | -          | -          | -          | C2                             | 4                              | 3                              | -                              | -               | -               | -               | -                        | -                        | -                        | 39    | 21    | 0     |
| Sous-total            | Sous-total               | Sous-total            | 85          | 30          | -           | 17                    | 5                     | -                     | -          | -          | -          | -                              | 11                             | 5                              | -                              | -               | -               | -               | -                        | -                        | -                        | 113   | 40    | 0     |
| 1998-1999             | Lazio Rome               | Serie A               | 29          | 4           | 3           | 5                     | 1                     | -                     | 1          | 0          | -          | C2                             | 7                              | 4                              | -                              | -               | -               | -               | -                        | -                        | -                        | 42    | 9     | 3     |
| 1999-2000             | Lazio Rome               | Serie A               | 16          | 3           | 1           | 4                     | 0                     | -                     | -          | -          | -          | C1                             | 11                             | 2                              | 0                              | 1               | 0               | -               | -                        | -                        | -                        | 32    | 5     | 1     |
| 2000-2001             | Lazio Rome               | Serie A               | 21          | 0           | 0           | 2                     | 1                     | -                     | 1          | 1          | -          | C1                             | 9                              | 0                              | 0                              | -               | -               | -               | -                        | -                        | -                        | 33    | 2     | 0     |
| 2001-2002             | Lazio Rome               | Serie A               | 27          | 7           | 3           | 4                     | 0                     | 1                     | -          | -          | -          | C1                             | 5                              | 1                              | 0                              | -               | -               | -               | -                        | -                        | -                        | 36    | 8     | 4     |
| 2002-2003             | Lazio Rome               | Serie A               | 29          | 6           | 8           | 2                     | 0                     | -                     | -          | -          | -          | C3                             | 7                              | 0                              | 1                              | -               | -               | -               | -                        | -                        | -                        | 38    | 6     | 9     |
| 2003-2004             | Lazio Rome               | Serie A               | 15          | 2           | 2           | 4                     | 2                     | -                     | -          | -          | -          | C1                             | 8                              | 0                              | 2                              | -               | -               | -               | -                        | -                        | -                        | 27    | 4     | 4     |
| Sous-total            | Sous-total               | Sous-total            | 137         | 22          | 17          | 21                    | 4                     | 1                     | 2          | 1          | -          | -                              | 47                             | 7                              | 3                              | 1               | 0               | -               | -                        | -                        | -                        | 208   | 34    | 21    |
| 2003-2004             | Inter Milan              | Serie A               | 14          | 4           | 4           | 2                     | 0                     | -                     | -          | -          | -          | -                              | -                              | -                              | -                              | -               | -               | -               | -                        | -                        | -                        | 16    | 4     | 4     |
| 2004-2005             | Inter Milan              | Serie A               | 31          | 3           | 4           | 6                     | 0                     | -                     | -          | -          | -          | C1                             | 10                             | 3                              | 4                              | -               | -               | -               | -                        | -                        | -                        | 47    | 6     | 8     |
| 2005-2006             | Inter Milan              | Serie A               | 23          | 2           | 3           | 6                     | 2                     | -                     | 1          | 0          | -          | C1                             | 8                              | 2                              | 2                              | -               | -               | -               | -                        | -                        | -                        | 38    | 6     | 5     |
| 2006-2007             | Inter Milan              | Serie A               | 34          | 6           | 10          | 3                     | 0                     | -                     | 1          | 0          | 1          | C1                             | 7                              | 0                              | 1                              | -               | -               | -               | -                        | -                        | -                        | 45    | 6     | 12    |
| 2007-2008             | Inter Milan              | Serie A               | 21          | 1           | 3           | 3                     | 0                     | 1                     | 1          | 0          | 0          | C1                             | 6                              | 0                              | 0                              | -               | -               | -               | -                        | -                        | -                        | 31    | 1     | 4     |
| 2008-2009             | Inter Milan              | Serie A               | 31          | 5           | 6           | 1                     | 0                     | -                     | 1          | 0          | 0          | C1                             | 5                              | 0                              | 0                              | -               | -               | -               | -                        | -                        | -                        | 38    | 5     | 6     |
| 2009-2010             | Inter Milan              | Serie A               | 29          | 3           | 4           | 1                     | 0                     | -                     | 1          | 0          | 0          | C1                             | 12                             | 2                              | 0                              | -               | -               | -               | -                        | -                        | -                        | 43    | 5     | 4     |
| 2010-2011             | Inter Milan              | Serie A               | 26          | 5           | 5           | 3                     | 1                     | -                     | 1          | 0          | 0          | C1                             | 7                              | 2                              | 0                              | 1               | 0               | 0               | 2                        | 1                        | 1                        | 40    | 9     | 6     |
| 2011-2012             | Inter Milan              | Serie A               | 19          | 0           | 2           | -                     | -                     | -                     | 1          | 0          | 0          | C1                             | 5                              | 0                              | 0                              | -               | -               | -               | -                        | -                        | -                        | 25    | 0     | 2     |
| 2012-2013             | Inter Milan              | Serie A               | 3           | 0           | 0           | -                     | -                     | -                     | -          | -          | -          | -                              | -                              | -                              | -                              | -               | -               | -               | -                        | -                        | -                        | 3     | 0     | 0     |
| Sous-total            | Sous-total               | Sous-total            | 231         | 29          | 41          | 25                    | 3                     | 1                     | 7          | 0          | 1          | -                              | 60                             | 9                              | 7                              | 1               | 0               | 0               | 2                        | 1                        | 1                        | 326   | 42    | 51    |
| Total sur la carrière | Total sur la carrière    | Total sur la carrière | 453         | 81          | 58          | 63                    | 12                    | 2                     | 9          | 1          | 1          | -                              | 118                            | 21                             | 10                             | 2               | 0               | 0               | 2                        | 1                        | 1                        | 647   | 116   | 72    |